# Rathkea formosissima
Rathkea formosissima is een hydroïdpoliep uit de familie Rathkeidae. De poliep komt uit het geslacht Rathkea. Rathkea formosissima werd in 1902 voor het eerst wetenschappelijk beschreven door Browne. 